# Futbola Klubs Daugava Rīga (2003)
L'Futbola Klubs Daugava Rīga o più semplicemente Daugava Rīga (a lungo noto come Jūrmala o Jūrmala-VV) è stata una società calcistica lettone con sede a Riga. Fondata nel 2003, gioca nella massima divisione lettone.

## Storia
Il club è stato fondato nel 2003 col nome di Jūrmala; nel suo primo anno in seconda divisione lettone vinse il campionato di 1. Līga e fu promosso in Virslīga.
Dopo tre stagioni nella massima serie lettone, a metà del 2007 andò incontro ad una crisi finanziaria, tanto che alcuni dei suoi migliori calciatori lasciarono il club.
La crisi si protrasse anche nel 2008, tanto che il club (salvo solo grazie ai play-out), fu costretto a cambiare nome, aggiungendo la doppia V alla fine del nome per ragioni di sponsor. Da quel momento assunse la denominazione di Jūrmala-VV.
I problemi economici continuarono nel 2011 e furono aggravati dalla presenza di altre due squadre di Jūrmala: lo Spartaks e il Jūrmala (club, quest'ultimo, che assunse il nome precedente del club), le quali usavano tutte lo Slokas Stadium. Fu presa quindi la decisione di giocare a Riga nel Daugava Stadium, assumendo la denominazione di Daugava Riga, dal nome della storica squadra di epoca sovietica.

## Organico

### Rosa 2013[4]
| N. |                     | Ruolo | Calciatore             |
| -- | ------------------- | ----- | ---------------------- |
| 1  | Lettonia (bandiera) | P     | Artūrs Vaičulis        |
| 2  | Lituania (bandiera) | D     | Linas Klimavičius      |
| 3  | Lettonia (bandiera) | C     | Raivis Hščanovičs      |
| 4  | Lettonia (bandiera) | C     | Aleksandrs Baturinskis |
| 7  | Lituania (bandiera) | D     | Mantas Savėnas         |
| 8  | Lettonia (bandiera) | C     | Deniss Kačanovs        |
| 9  | Lituania (bandiera) | D     | Tomas Tamošauskas      |
| 10 | Lituania (bandiera) | C     | Ernestas Veliulis      |
| 13 | Lettonia (bandiera) | A     | Vitālijs Ziļs          |
| 16 | Lettonia (bandiera) | P     | Vitālijs Artjomenko    |

| N. |                     | Ruolo | Calciatore          |
| -- | ------------------- | ----- | ------------------- |
| 17 | Lettonia (bandiera) | A     | Nikolajs Kozačuks   |
| 18 | Lettonia (bandiera) | C     | Pāvels Mihadjuks    |
| 19 | Lettonia (bandiera) | D     | Glebs Kļuškins      |
| 20 | Lettonia (bandiera) | D     | Vitālijs Rečickis   |
| 22 | Lettonia (bandiera) | A     | Edgars Kārkliņš     |
| 23 | Lettonia (bandiera) | A     | Kristaps Grebis     |
| 32 | Lettonia (bandiera) | P     | Romāns Maksimovs    |
| 92 | Lettonia (bandiera) | D     | Valērijs Čistjakovs |
| 69 | Croazia (bandiera)  | A     | Tedi Surac          |
| 37 | Ucraina (bandiera)  | D     | Vadim Gryppa        |

### Staff tecnico
- Virginijus Liubšys - allenatore
- Aleksandrs Proskurņins - vice allenatore
- Tomas Ražanauskas - assistente allenatore
- Ilmārs Blumbergs - Direttore tecnico
- Vladimirs Kokošņikovs - Medico sociale
- Viktors Simanovičs - Fisioterapista
- Signe Jačmenkina - Fisioterapista

## Palmarès

### Altri piazzamenti
- Coppa di Lettonia:

Finalista: 2009-2010
Semifinalista: 2003, 2008, 2010-2011, 2012-2013